# Свободный Китай: Мужество верить
Свободный Китай: Мужество верить (англ. Free China: The Courage to Believe) — документальный фильм о преследовании Фалуньгун, снятый в 2012 году связанной с Фалуньгун телекомпанией New Tang Dynasty Television.

## Сюжет
В фильме представлена история двух последователей Фалуньгун – бывшего члена Коммунистической партии Китая Дженнифер Цзэн и доктора Чарльза Ли — ныне бизнесмена и гражданина США, которые наблюдают, как их отцов преследует партия. Годы спустя оба видят себя в китайских тюрьмах, где заняты на подневольном производстве тапочек с изображением Гомера Симпсона, а также известных игрушечных зверюшек Nestle. Цзэн оказывается в заключении, когда её убеждения становятся известными наблюдающим за Интернетом, а Ли — после того как попытался вывести из строя новостное вещание на телевидении.

## Интервью в фильме
- Дженнифер Цзэн[англ.] — автор книги «История свидетельства: Борьба одной китаянки за свободу» (англ. Witnessing History: One Chinese Woman’s Fight for Freedom).
- Доктор Чарльз Ли — китайско-американский бизнесмен, заявляющий, что выжил в трудовом лагере.
- Дэвид Килгур — бывший депутат Палаты общин Парламента Канады.
- Кристофер Смит[англ.] — американский политик, конгрессмен и председатель Комиссии Конгресса и органов исполнительной власти США по Китаю[англ.].
- Итан Гутман — писатель, автор книг «Резня: массовые убийства, извлечение органов и тайное решение Китаем диссидентского вопроса» (англ. The Slaughter: Mass Killings, Organ Harvesting, and China's Secret Solution to Its Dissident ) и «Теряя новый Китай: история торговли, желаний и предательства» (англ.  Losing The New China: A Story of Commerce, Desire, and Betrayal). Сотрудник The Wall Street Journal Asia[англ.].

## Награды
- American INSIGHT на кинофестивале Free Speech Film Festival в 2012 году.[4]

## Оценки
Киновед Джон Дефор в Hollywood Reporter писал: 
Эти две истории о политическом заключении (и последующих усилиях каждого из персонажей по донесению этого до широкой общественности) переплетаются с кратким изложением истории Фалуньгун, которая оставляет желать лучшего даже для зрителей, которые не ожидают, что критики этой группы что-то скажут. Мы получаем только очень скудные сведения о их духовных убеждениях, ничего не узнаём о том, как движение зарождалось и не слышим никаких теорий о том, почему западные журналисты уделяли так мало места этому противостоянию последние десятилетия. 
 Мы много слышим о грехах китайского правительства — от Золотого щита (спасибо Cisco Systems и Google!) до утверждений о том, что заключённых убивают для того чтобы продавать их органы. Но многое из этого лучше изучить в других местах; сопереживающие зрители желают, чтобы большая часть времени была потрачена на суть движения, которое внушает такие опасения китайским властям.Оригинальный текст (англ.)These two tales of political imprisonment (and of each subject's post-prison efforts to raise global awareness) are interwoven with an outline of Falun Gong history that leaves something to be desired even for viewers who don't expect the group's critics to have a say. We get only the most vague information about their spiritual beliefs, learn nothing about how the movement began and hear no theories about why Western journalists have paid so little attention to this conflict in the last decade.
We do hear a good deal about the Chinese government's sins, from the Great Firewall (thanks, Cisco Systems and Google!) to allegations that prisoners were killed so their organs could be sold. But much of this has been better explored elsewhere; sympathetic viewers will wish the time had been spent offering more insight into the nature of the movement that has inspired such fear in China's rulers.
Обозреватель газеты The New York Times Дэвид Девитт отмечал, что в фильме Фалуньгун «представлен как духовное движение, сочетающее традиционные упражнения цигун с буддизмом и даосизмом, настолько популярное, что несёт угрозу параноидальной китайской бюрократии, и такое замечательное, что он получает поддержку Чарльза Ли и Дженнифер Цзэн, у которые дают интервью в самой середине фильма». Девитт указывает, что оба персонажа «излучают доброжелательность и рассказывают, как были заключены в тюрьму и подвергнуты пыткам за свои убеждения». В итоге он приходит к выводу о том, что «Свободный Китай: Мужество верить» не является новостями, как и фильмом, как и произведением искусства. Девитт считает, что это «Пропаганда. И к этой цели стремится».
Обозреватель газеты Los Angeles Times Шери Линден отметила, что «фильм режиссёра Майкла Перлман звучит как информационная реклама Фалуньгун, полная неясных тонкостей о новомодной духовной практике, сложившейся из даосизма и буддизма». В целом она пришла к выводу о том, что несмотря на то, что у режиссёра фильма «понимание темы предмета часто поверхностно», он тем не менее «представляет ясное свидетельство более широких последствий, особенно для западных потребителей» и что «фильм Перлмана не является окончательным исследованием этой темы, но открывает глаза западным потребителям на ужасающую реальность, стоящую за многими маркировками „Made in China“».

## Примечание
1. 1 2 3  DeFore J. Free China: The Courage to Believe: Film Review Архивная копия от 23 декабря 2013 на Wayback Machine // Hollywood Reporter, 23.05.2013
2. 1 2 3  DeWitt D.A Repressed Sect’s Ordeal, via Two Victims Архивная копия от 4 августа 2020 на Wayback Machine // The New York Times, 06.06.2013
3. 1 2  Sheri Linden Movie review: 'Free China' spotlights Falun Gong followers' plight Архивная копия от 3 декабря 2017 на Wayback Machine // Los Angeles Times, 31.05.2013
4. ↑  Free Speech Film Festival (англ.). FilmFreeway. — «The winner of American INSIGHT’s 2012 Free Speech Award was “Free China: The Courage to Believe” directed by Michael Perlman and produced by Kean Wong. This was the film’s first award.» Дата обращения: 23 июня 2016. (недоступная ссылка)